# Connétable de France
 (mars 2010).
Si vous disposez d'ouvrages ou d'articles de référence ou si vous connaissez des sites web de qualité traitant du thème abordé ici, merci de compléter l'article en donnant les références utiles à sa vérifiabilité et en les liant à la section « Notes et références ».

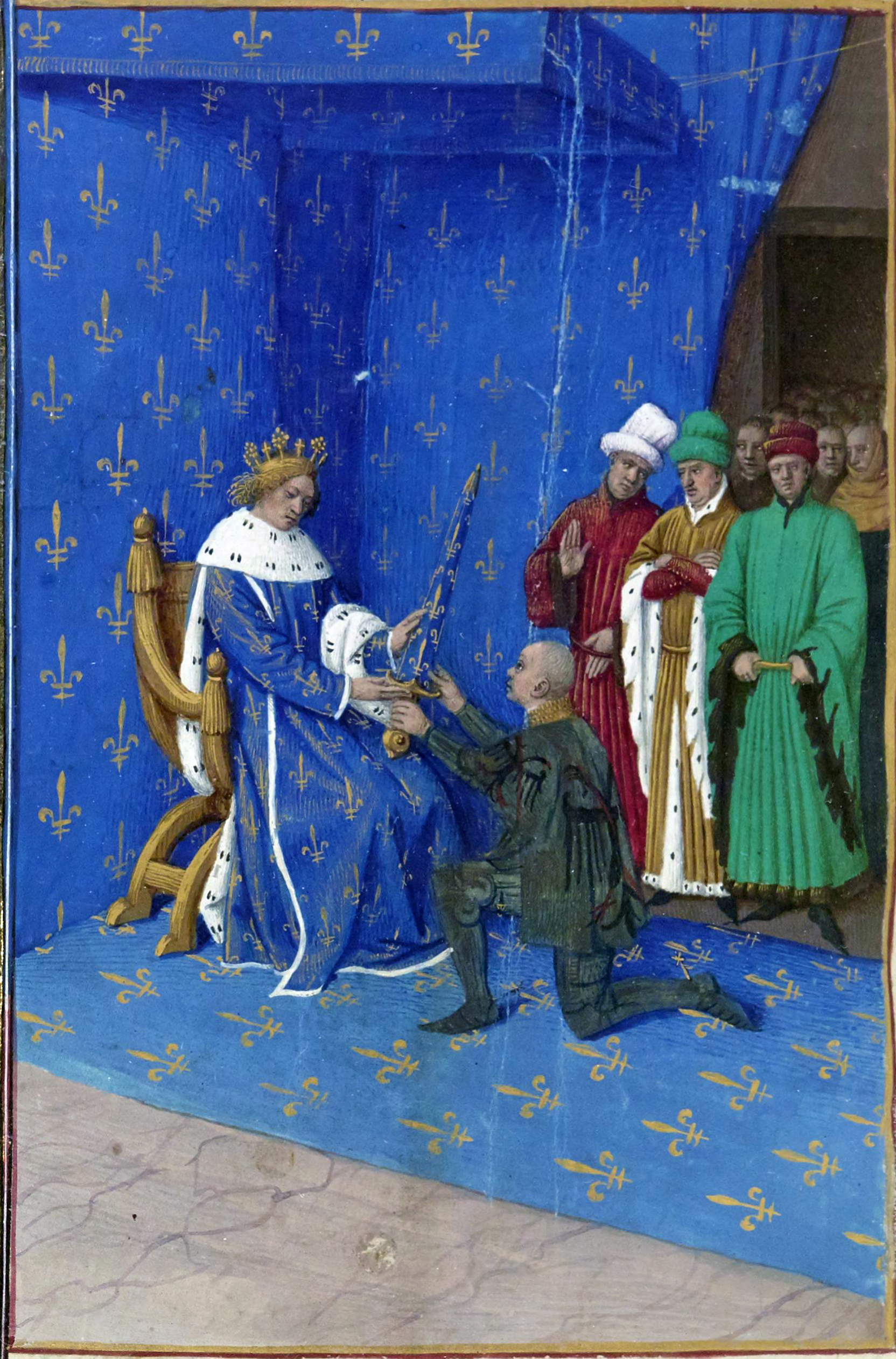
2 octobre 1369 : remise de l'épée de connétable à Bertrand du Guesclin - enluminure de Jean Fouquet (XVe siècle).
Source : Bibliothèque nationale de France.

Le connétable de France était le responsable des écuries royales, puis de l'administration et de la conduite des armées.

## Historique
Le connétable est l'héritier de la fonction de comte des étables, (comes stabuli), qui apparaît avec les derniers empereurs romains et les deux premières dynasties françaises,. Les connétables avaient anciennement l'intendance des écuries et des chevaux du roi et avaient sous leurs ordres les maréchaux. Il va voir sa fonction accroître ses prérogatives sous les premiers Capétiens.
Instituée en 1060 par Henri Ier, la charge est d'abord assez semblable à celle de grand écuyer qui va lui succéder. Il devient le « chef souverain des armées du roi » après 1191. La trahison du connétable de Bourbon en 1523 rend la monarchie prudente vis-à-vis du choix du titulaire de cet office et remet en question son existence même. L'office de connétable est supprimé le 13 mars 1627.

## Fonctions
Il a la garde de l'épée nue du roi. Il doit lui en faire l'hommage et la porte le jour du sacre.
Dans la lettre patente du 10 février 1538, François Ier précise les charges et fonctions du connétable de France Anne de Montmorency :
- lieutenant général et représentant du roi ;
- police des gens de guerre ;
- administrateur des finances de la guerre et nomme les commissaires pour les montres et les revues ;
- les maréchaux, les lieutenants généraux, les capitaines, les chefs des gens de guerre, les maîtres d'artillerie, les gouverneurs des villes et châteaux lui doivent obéissance.

Il exerce sa juridiction, grâce à un prévôt de la connétablie et maréchaussée de France à la Table de marbre, sur toute l'armée et règle des affaires de la guerre. La juridiction de la connétablie est aussi appelée justice militaire.
Après la suppression de l'office de connétable, la connétablie est exercée par les maréchaux de France et présidée par le plus ancien d'entre eux, qui représente le connétable. Au sacre du roi, la fonction qu'occupait le connétable est alors remplie par un seigneur de la cour ou le doyen des maréchaux. Le prévôt de la connétablie existe jusqu'à la Révolution.

## Les Capétiens

### Sous HenriIer, de 1031 à 1060
- Baldric de Dreux, vers 1034-1069[7]
- Albéric Ier de Montmorency, vers 1060

### Sous PhilippeIer, de 1060 à 1108
- Baudry, ou Balderic, vers 1065-1067[8]
- Gauthier, vers 1069
- Adelelme, vers 1071–74[4]
- Adam le connétable, vers 1075
- Thibaut de Montmorency († 1090), sans postérité
- Gaston de Chaumont, seigneur de Poissy (vers 1107)
- Hugues de Chaumont, dit le Borgne (vers 1108)

### Sous Louis VII, de 1137 à 1180
- Mathieu Ier de Montmorency († 1160) vers 1138–1160
- Simon de Neauphle-le-Château, vers 1165–1174
- Raoul Ier de Clermont, comte de Clermont-en-Beauvaisis, seigneur de Breteuil, vers 1174–1191

### Sous Philippe Auguste, de 1180 à 1223
- avant 1189 : Humbert IV de Beaujeu († 1189), seigneur de Montpensier
- 1193 : Dreux IV de Mello, seigneur de Saint-Bris (1138–1218)
- 1218 : Matthieu II de Montmorency, dit le Grand († 24 novembre 1230), baron de Montmorency

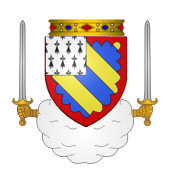
Armes de Gilles de Trazegnies dit le Brun, connétable de Saint Louis. bandé d'azur et d'or à la bordure engrêlée de gueules, au franc-quartier d'hermine.

- Jean de Montmirail

### Sous Saint Louis de 1226 à 1270
- Amaury VI de Montfort, comte de Montfort-l'Amaury, 1231–1240
- Humbert V de Beaujeu († 1250), seigneur de Beaujeu, 1240
- Guichard V de Beaujeu († 1265), seigneur de Beaujeu, vers 1250[Note 2] ?
- Gilles le Brun de Trazegnies (1199-1276), seigneur de Trasegnies, vers 1250

### Sous Philippe III, de 1270 à 1285
- Humbert de Beaujeu († 1285), seigneur d'Herment et de Montpensier, 1277

### Sous Philippe IV le Bel, de 1285 à 1314
- Raoul II de Clermont († 1302), seigneur de Nesles, 1285–1302
- Gaucher V de Châtillon (v. 1249–1329), comte de Porcéan, 1302–1329

## Les Valois

### Sous Philippe VI, de 1328 à 1350

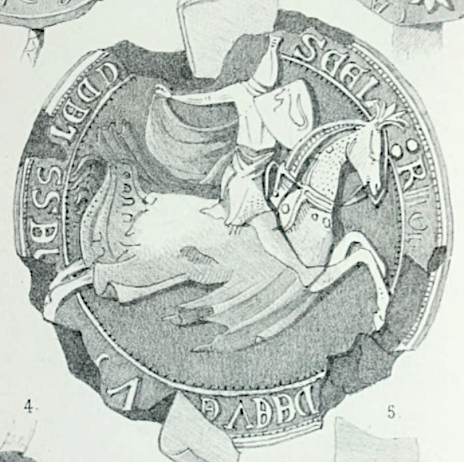
Sceau de Raoul Ier de Brienne.

- Raoul Ier de Brienne († 1344), comte d'Eu et de Guînes, 1329–1344
- Raoul II de Brienne († 1350), comte d'Eu, 1344–1350

### Sous Jean II le Bon, de 1351 à 1364
- Charles de La Cerda ou d'Espagne († 1354), comte d'Angoulême, 1350–1354
- Jacques Ier de Bourbon (1319–1362), comte de la Marche, 1354–1356
- Gauthier VI, comte de Brienne et duc titulaire d'Athènes († 1356), 1356
- Robert de Fiennes (v. 1308–1372), seigneur de Tingry, 1356–1370

### Sous Charles V, de 1364 à 1380
- Bertrand du Guesclin (1320–1380), 1370–1380

### Sous Charles VI, de 1380 à 1422

Armes de Olivier V de Clisson, connétable de Charles VI. De gueules au lion d'argent armé lampassé et couronné d'or.

- Olivier V de Clisson (1336–1407), comte de Porhoët, 1380–1392
- Philippe d'Artois (1358–1397), comte d'Eu, 1392–1397
- Louis de Sancerre (1342–1402), seigneur de Bommiers, 1397–1402
- Charles Ier d'Albret († 1415), comte de Dreux, 1402–1411
- Waléran III de Luxembourg-Ligny († 1413), comte de Saint-Pol, grand bouteiller de France, 1411–1413
- Charles Ier d'Albret[9] († 1415), comte de Dreux 1413–1415 ; rétabli en charge
- Bernard VII d'Armagnac († 1418), comte d'Armagnac, 1415–1418
- Charles II de Lorraine, dit le Hardi (v. 1365–1431), duc de Lorraine, 1418–1419

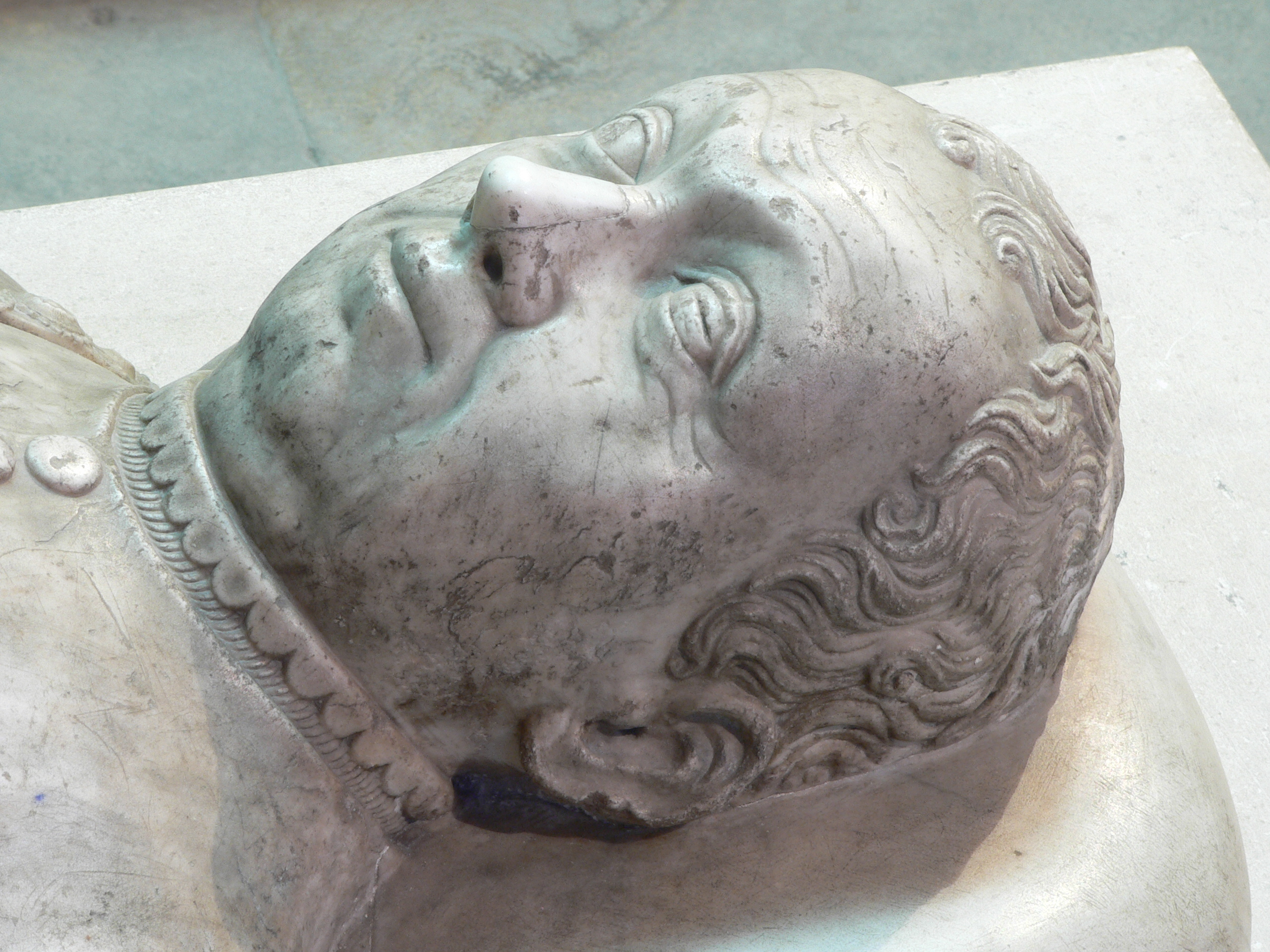
Gisant de Bertrand du Guesclin dans la basilique de Saint-Denis.
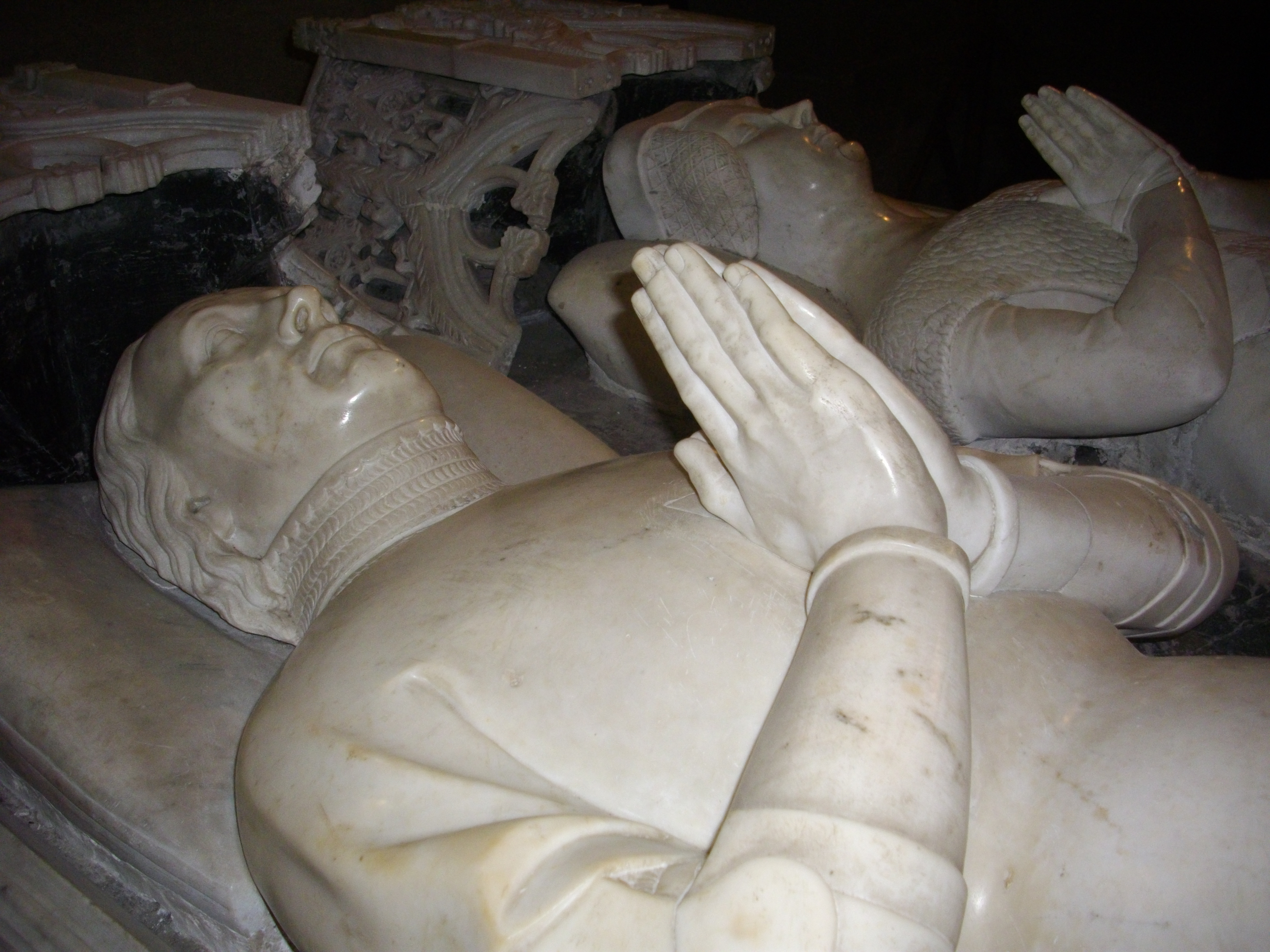
Gisant de Olivier V de Clisson dans la Basilique Notre-Dame-du-Roncier de Josselin.
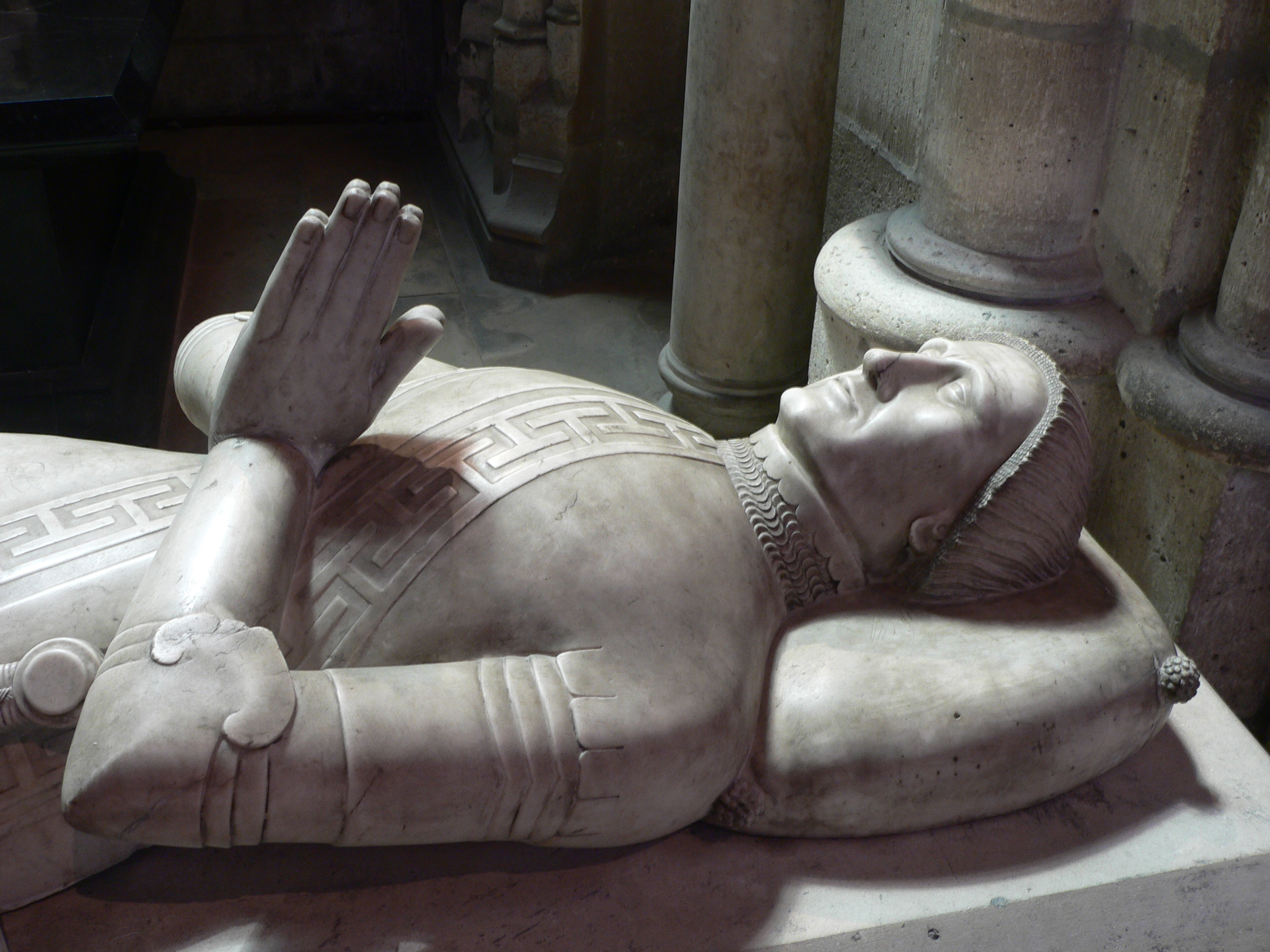
Gisant de Louis de Sancerre dans la basilique Saint-Denis.

### Sous Charles VII, de 1422 à 1461
- John Stuart (1380–1424), comte de Buchan, 1424
- Arthur III de Bretagne (1393–1458), dit le Connétable de Richemont, comte de Richmond (Yorkshire), puis duc de Bretagne, 1425–1458
- En 1445, le roi Henri VI d'Angleterre, en tant que roi de France, créa connétable John Talbot, comte de Shrewsbury.

### Sous Louis XI, de 1461 à 1483
- Louis de Luxembourg (1418–1475), comte de Saint-Pol, 1465–1475

### Sous Charles VIII, de 1483 à 1498
- Jean II, duc de Bourbon (1426–1488), 1483–1488

## Les Valois Angoulême

### Sous FrançoisIer, de 1515 à 1547
- Charles III, duc de Bourbon (1490–1527), 1515–1523
- Anne, duc de Montmorency (1493–1567), grand maître de France, 1538–1567

## Les Bourbons

### Sous Henri IV, de 1589 à 1610
- Henri Ier de Montmorency (1534–1614), seigneur de Damville, puis duc de Montmorency, 1593-?

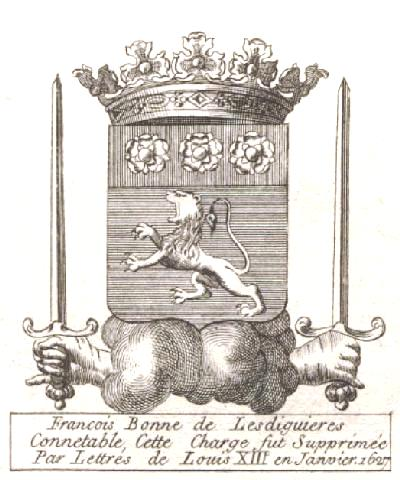
Armes de François de Bonne de Lesdiguières, dernier connétable de France. de gueules au lion d’or au chef d’azur surmonté de trois roses d’argent.

### Sous Louis XIII, de 1610 à 1643
- Charles d'Albert, duc de Luynes (1578–1621), grand fauconnier de France, nommé connétable le 31 mars 1621 pour réprimer l’insurrection protestante à Montauban en 1621.
- François de Bonne, duc de Lesdiguières (1543–1626), dernier connétable de France, de 1622 à 1626.

Lettre de Marie de Médicis à Louis XIII, faisant allusion à la conversion de Lesdiguières au catholicisme et sollicitant pour lui la charge de connétable, 23 juillet 1622 (Archives nationales)

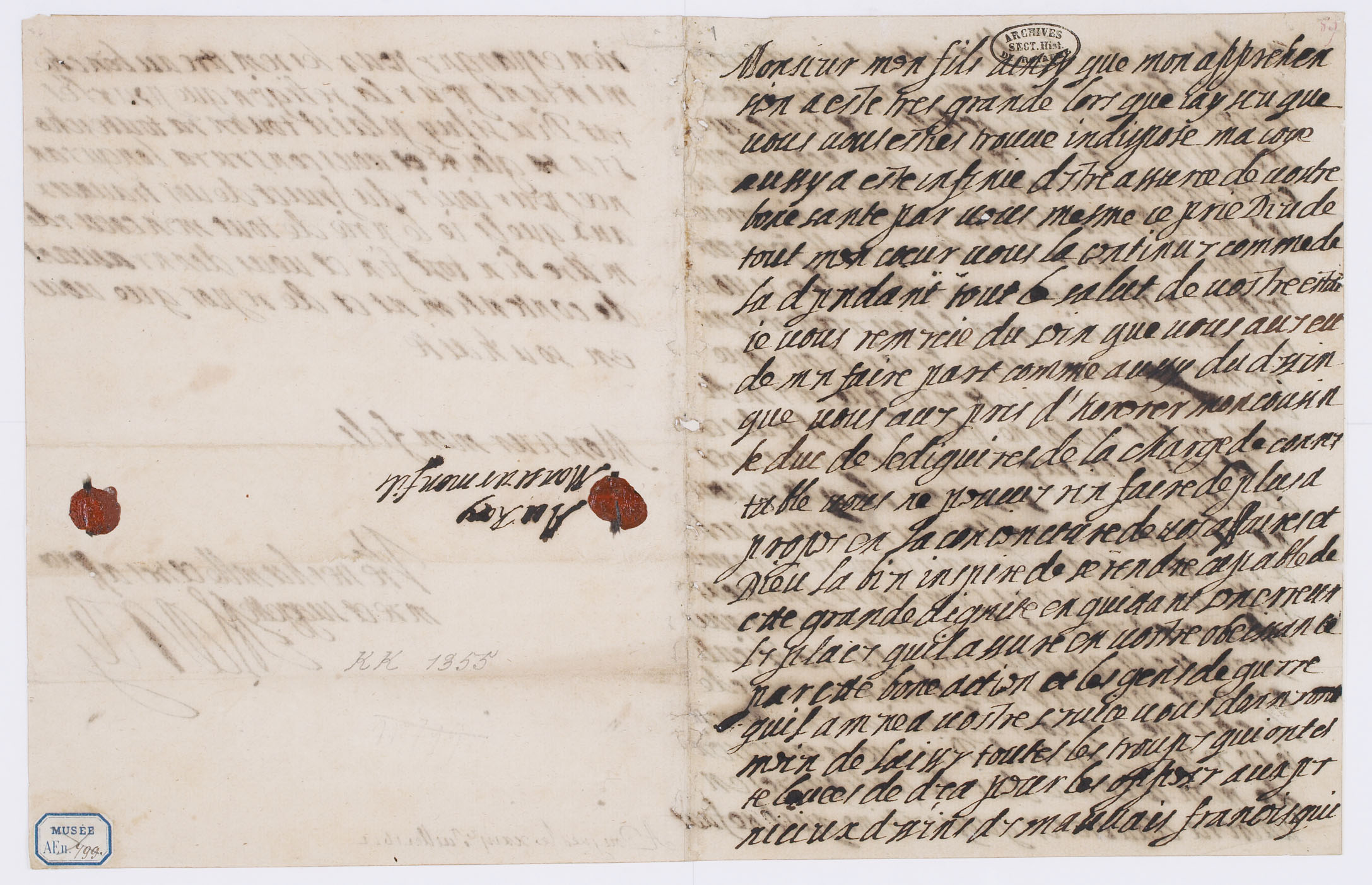
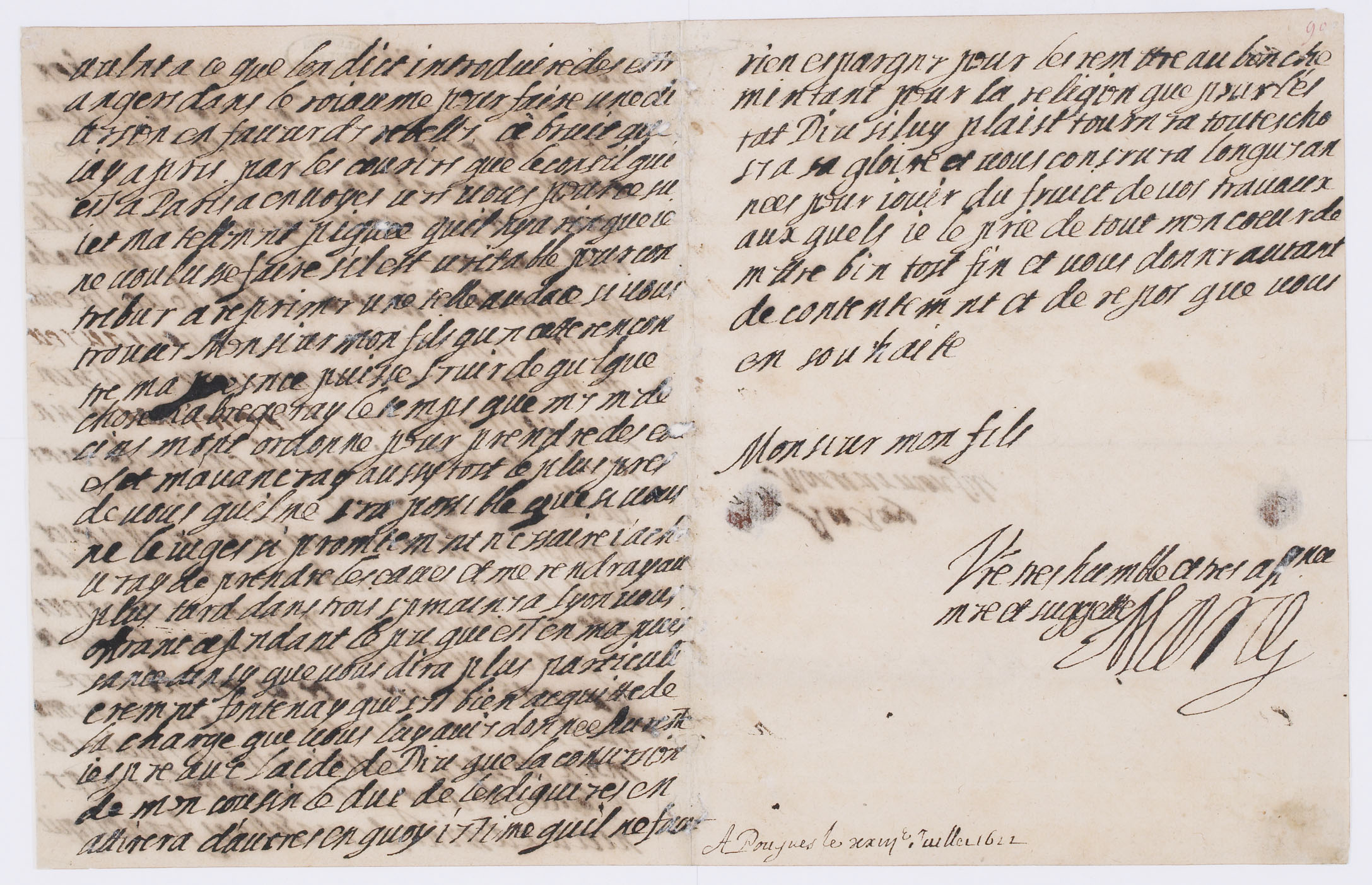